# قرة أوغلان
قرة أوغلان هي قرية في مقاطعة شاهين دج، إيران. يقدر عدد سكانها بـ 79 نسمة بحسب إحصاء 2016.